# Belgische gemeenteraadsverkiezingen 1911
De Belgische gemeenteraadsverkiezingen van 1911 vonden plaats op zondag 15 oktober 1911. De volgende gemeenteraadsverkiezingen zouden in oktober 1915 plaatsvinden maar werden verhinderd door de Eerste Wereldoorlog. De volgende verkiezingen vonden uiteindelijk plaats op zondag 24 april 1921.
De gemeenteraden van alle 2.632 Belgische gemeenten werden gedeeltelijk verkozen. Het meerderheidsstelsel gold in geval van absolute meerderheid, zo niet gold de evenredige vertegenwoordiging. De raadsleden worden verkozen voor een termijn van 8 jaar met een vernieuwing van de helft van de gemeenteraden elke 4 jaar. Er gold meervoudig stemrecht voor Belgische mannelijke burgers vanaf 25 jaar. Het waren de laatste gemeenteraadsverkiezingen onder dit kiessysteem.
Sinds oktober 1907 waren drie gemeenten opgericht: De Panne (West-Vlaanderen) bij wet van 24 juli 1911 en Ransberg en Drieslinter (in Brabant) bij wet van 25 augustus 1911.

## Politieke context
Liberalen en socialisten sloten in veel steden en gemeenten kartellijsten, die het opnamen tegen de katholieke lijsten in oppositie tegen de schoolpolitiek van de katholieke regering-De Broqueville I.

## Uitslagen
In Antwerpen wordt de helft van de 39 gemeenteraadsleden verkozen (16 van 31 gewone, plus de toegevoegde raadsleden van werklieden en nijverheidsbazen). Alle kandidaten van het liberaal-socialistische kartel zijn verkozen. De nieuwe gemeenteraad bestaat uit 30 liberalen, 7 socialisten en 2 katholieken. Liberaal Jan De Vos blijft burgemeester.
In Schaarbeek werd de verkiezing overschaduwd door de vermoedelijk aangestoken brand van het Gemeentehuis van Schaarbeek op 16-17 april 1911.
In de nieuwe gemeente De Panne wordt katholiek Ernest d’Arripe de eerste burgemeester van de gemeente. De liberalen onder leiding van Maurice Calmeyn verloren.
In Oostende waren er 6 verkozen vanop lijst 1 (liberalen) en 6 verkozen vanop lijst 2 (katholieken, met Henri Baels). Daarnaast zijn er twee liberalen verkozen voor vacante zetels in de andere serie. Liberaal Alphonse Pieters bleef burgemeester.